# Marek Hrivík
Marek Hrivík (* 28. srpen 1991, Čadca) je slovenský profesionální hokejový útočník.

## Hráčská kariéra
Hrivík je odchovancem žilinského hokeje. Sezónu 2007/2008 strávil hlavně v juniorské lize v dresu Žiliny, kde v 49 zápasech nasbíral 36 bodů (17 + 19). V sezóně 2008/2009 hrával za HK Orange 20, kde byl nejmladším hráčem týmu. Před sezónou 2009/2010 odešel do zámoří, kde v klubu Moncton Wildcats v juniorské QMJHL strávil tři sezóny. V sezoně 2010/2011 byl nejlepším střelcem Monctonu, v 59 zápasech nasbíral dohromady 79 bodů (38 + 41). Zúčastnil se na tréninkových kempech Columbusu Blue Jackets (2010) i Phoenixu Coyotes (2011), ale smlouvu nepodepsal ani s jedním z klubů.
V květnu 2012 podepsal tříletý kontrakt s týmem NHL New York Rangers. Od sezony 2013/2014 působí na farmě New Yoku Ranges v Hartfordu Wolf Pack. V červenci 2015 prodloužil smlouvu s Rangers, podepsal jednoletý dvoucestný kontrakt. Sezónu 2015/2016 odehrál v Hartfordu, kde v 52 duelech základní části nasbíral 28 bodů (7 + 21). Následně byl povolán do prvního týmu New Yorku Rangers, v jehož dresu debutoval v NHL 21. února 2016 v zápase proti Detroitu.

## Ocenění a úspěchy
- 2021 SEL – Zlatá helma
- 2021 SEL – Nejužitečnější hráč
- 2021 SEL – Nejlepší nahrávač
- 2021 SEL – Nejproduktivnější hráč
- 2021 SEL – Nejproduktivnější cizinec
- 2021 MS – Top tří hráčů v týmu
- 2023 MS – Top tří hráčů v týmu
- 2024 SEL – Nejlepší střelec

## Prvenství

### NHL
- Debut – 21. února 2016 (New York Rangers proti Detroit Red Wings)
- První asistence – 23. února 2016 (New Jersey Devils proti New York Rangers)

### KHL
- Debut – 3. září 2018 (CHK Neftěchimik Nižněkamsk proti Viťaz Podolsk)
- První gól – 5. září 2018 (Ak Bars Kazaň proti Viťaz Podolsk, ruskému brankáři Alexandr Šaryčenkov)
- První asistence – 7. září 2018 (Torpedo Nižnij Novgorod proti Viťaz Podolsk)

## Klubová statistika
| Sezóna       | Klub                    | Soutěž       |     | Základní část | Základní část | Základní část | Základní část | Základní část |   | Play off | Play off | Play off | Play off | Play off |
| Sezóna       | Klub                    | Soutěž       | Z   | G             | A             | B             | TM            | Z             | G | A        | B        | TM       |          |          |
| 2006-07      | MsHK Žilina             | SHL-18       | 54  | 26            | 23            | 49            | 12            | -             | - | -        | -        | -        |          |          |
| 2007-08      | MsHK Žilina             | SHL-20       | 49  | 17            | 19            | 36            | 24            | -             | - | -        | -        | -        |          |          |
| 2008-09      | HK Orange 20            | SHL          | 34  | 8             | 6             | 14            | 10            | -             | - | -        | -        | -        |          |          |
| 2009-10      | Moncton Wildcats        | QMJHL        | 66  | 26            | 29            | 55            | 14            | 21            | 5 | 12       | 17       | 8        |          |          |
| 2010-11      | Moncton Wildcats        | QMJHL        | 59  | 38            | 41            | 79            | 18            | 4             | 0 | 6        | 6        | 11       |          |          |
| 2011-12      | Moncton Wildcats        | QMJHL        | 54  | 29            | 41            | 70            | 8             | 4             | 1 | 2        | 3        | 0        |          |          |
| 2011-12      | Connecticut Whale       | AHL          | 8   | 1             | 0             | 1             | 0             | 9             | 5 | 4        | 9        | 10       |          |          |
| 2012-13      | Connecticut Whale       | AHL          | 40  | 7             | 19            | 26            | 10            | -             | - | -        | -        | -        |          |          |
| 2013-14      | Hartford Wolf Pack      | AHL          | 74  | 13            | 14            | 27            | 22            | -             | - | -        | -        | -        |          |          |
| 2014-15      | Hartford Wolf Pack      | AHL          | 72  | 12            | 21            | 33            | 12            | 15            | 3 | 6        | 9        | 6        |          |          |
| 2015-16      | Hartford Wolf Pack      | AHL          | 52  | 7             | 21            | 28            | 16            | —             | — | —        | —        | —        |          |          |
| 2015-16      | New York Rangers        | NHL          | 5   | 0             | 1             | 1             | 0             | —             | — | —        | —        | —        |          |          |
| 2016–17      | Hartford Wolf Pack      | AHL          | 56  | 16            | 24            | 40            | 12            | —             | — | —        | —        | —        |          |          |
| 2016–17      | New York Rangers        | NHL          | 16  | 0             | 2             | 2             | 2             | —             | — | —        | —        | —        |          |          |
| 2017–18      | Stockton Heat           | AHL          | 32  | 11            | 19            | 30            | 8             | —             | — | —        | —        | —        |          |          |
| 2017–18      | Calgary Flames          | NHL          | 3   | 0             | 0             | 0             | 0             | —             | — | —        | —        | —        |          |          |
| 2018–19      | Viťaz Podolsk           | KHL          | 26  | 8             | 7             | 15            | 4             | —             | — | —        | —        | —        |          |          |
| 2019–20      | Leksands IF             | SEL          | 46  | 12            | 18            | 30            | 12            | —             | — | —        | —        | —        |          |          |
| 2020–21      | Leksands IF             | SEL          | 44  | 14            | 37            | 51            | 26            | 4             | 0 | 2        | 2        | 2        |          |          |
| 2021–22      | Torpedo Nižnij Novgorod | KHL          | 44  | 9             | 14            | 23            | 16            | —             | — | —        | —        | —        |          |          |
| 2021–22      | Leksands IF             | SEL          | 11  | 3             | 3             | 6             | 0             | 3             | 1 | 1        | 2        | 2        |          |          |
| 2022–23      | Leksands IF             | SEL          | 23  | 2             | 12            | 14            | 4             | 3             | 0 | 0        | 0        | 0        |          |          |
| 2023–24      | Leksands IF             | SEL          | 46  | 15            | 11            | 26            | 16            | 2             | 0 | 1        | 1        | 0        |          |          |
| 2024–25      | Leksands IF             | SEL          | 27  | 2             | 11            | 13            | 6             | —             | — | —        | —        | —        |          |          |
| Celkem v NHL | Celkem v NHL            | Celkem v NHL | 24  | 0             | 3             | 3             | 2             | —             | — | —        | —        | —        |          |          |
| Celkem v KHL | Celkem v KHL            | Celkem v KHL | 70  | 17            | 21            | 38            | 20            | —             | — | —        | —        | —        |          |          |
| Celkem v SEL | Celkem v SEL            | Celkem v SEL | 197 | 48            | 92            | 140           | 64            | 12            | 1 | 4        | 5        | 4        |          |          |

## Reprezentace
V letech 2008 a 2009 se účastní MS juniorů do 18 let. Slovensko reprezentoval i na MS juniorů do 20 let v letech 2009 a 2011.
| Rok                       | Tým                       | Soutěž                    | Z  | G | A  | B  | TM |
| ------------------------- | ------------------------- | ------------------------- | -- | - | -- | -- | -- |
| 2008                      | Slovensko 17              | WHC-17                    | 5  | 2 | 1  | 3  | 4  |
| 2008                      | Slovensko 18              | MS-18                     | 6  | 1 | 0  | 1  | 2  |
| 2009                      | Slovensko 18              | MS-18                     | 6  | 2 | 3  | 5  | 0  |
| 2009                      | Slovensko 20              | MSJ                       | 7  | 1 | 0  | 1  | 2  |
| 2011                      | Slovensko 20              | MSJ                       | 6  | 2 | 0  | 2  | 2  |
| 2014                      | Slovensko                 | MS                        | 6  | 0 | 0  | 0  | 0  |
| 2021                      | Slovensko                 | MS                        | 7  | 2 | 4  | 6  | 0  |
| 2022                      | Slovensko                 | OH                        | 7  | 2 | 2  | 4  | 2  |
| 2023                      | Slovensko                 | MS                        | 7  | 2 | 4  | 6  | 2  |
| 2024                      | Slovensko                 | MS                        | 7  | 2 | 2  | 4  | 2  |
| Juniorská kariéra celkově | Juniorská kariéra celkově | Juniorská kariéra celkově | 30 | 8 | 4  | 12 | 10 |
| Seniorská kariéra celkově | Seniorská kariéra celkově | Seniorská kariéra celkově | 34 | 8 | 12 | 20 | 6  |